# 18F
18F era una agència de serveis digitals del departament de Serveis de Transformació Tecnològica de l'Administració de Serveis Generals (GSA) del Govern dels Estats Units. 18F va ajudar altres agències governamentals a construir, comprar i compartir productes tecnològics. L'equip estava format per dissenyadors, enginyers de programari, estrategs i gestors de producte que van col·laborar amb altres agències per solucionar problemes tècnics, crear productes i millorar el servei públic mitjançant la tecnologia. Com a part dels acomiadaments federals amplis a l'inici de la segona administració de Trump que es van dur a terme en relació amb el Departament d'Eficiència del Govern, l'agència es va eliminar el març de 2025.

## Visió general
18F era una oficina d'empleats federals dins de l'Administració de serveis generals (GSA) que va col·laborar amb altres agències per millorar l'experiència dels usuaris dels serveis governamentals ajudant-los a construir i comprar tecnologia. El grup va treballar amb les organitzacions governamentals per definir una estratègia i treballar cap a una solució als seus esforços de modernització. 18F va utilitzar metodologies àgils i magres, codi de codi obert i enfocaments de disseny centrats en l'usuari. 18F va ser cofundat el 19 de març de 2014 pels antics Presidential Innovation Fellows Greg Godbout, Aaron Snow i Hillary Hartley.
Les pràctiques i metodologies de 18F van influir en la creació d'equips de serveis digitals a nombrosos governs estatals i locals, com ara Califòrnia, Colorado, Nova Jersey, Pensilvània, Maryland, l'estat de Nova York i ciutats importants com Nova York, Boston i San Francisco. Aquests equips sovint van adoptar els enfocaments de 18F per al desenvolupament àgil, el disseny centrat en l'usuari i les pràctiques de codi obert.
El 2024, 18F constava d'aproximadament 91 empleats distribuïts que treballaven de forma remota als Estats Units. Anteriorment, l'organització va assolir més de 250 empleats el 2018. Tot i que el nombre de personal va disminuir, la influència de 18F va créixer a través d'antics alumnes que van continuar treballant en tecnologia governamental, amb el 85% del personal que va marxar el 2023 es va traslladar a altres llocs de tecnologia governamental.
El seu nom es refereix a la seva oficina al nord-oest de Washington D. C., als carrers 18 i F. 18F estava dins dels Serveis de Transformació Tecnològica, part del Servei Federal d'Adquisició.

## Projectes i impacte
18F ha desenvolupat diverses iniciatives notables que des de llavors s'han convertit en programes independents dins del govern federal. El Sistema de Disseny Web dels Estats Units (USWDS), creat el 2015 gràcies a la col·laboració entre 18F i el Servei Digital dels EUA, proporciona un sistema de disseny per a llocs web federals. L'USWDS es va desenvolupar amb l'aportació de diverses agències, com ara l'Oficina de Protecció Financera del Consumidor, l'Administració d'Aliments i Medicaments, el Departament d'Afers de Veterans, l'Administració de la Seguretat Social, el Departament d'Educació, l'Internal Revenue Service i la GSA. Ara el manté l'Oficina de Solucions dels Serveis de Transformació Tecnològica de GSA.
Altres tres plataformes principals desenvolupades inicialment per 18F s'han convertit en programes independents dins dels serveis de transformació tecnològica de GSA:
- Cloud.gov, que va sorgir de la necessitat inicial de 18F de resoldre els colls d'ampolla de les operacions al núvol, ofereix serveis d'allotjament en núvol per a agències federals. Inicialment prototipat per 18F, s'ha convertit en un servei independent que ajuda les agències governamentals a oferir serveis digitals de manera eficient alhora que compleix els requisits de seguretat i compliment.[4]
- Login.gov, que es va llançar el 2017 com a servei compartit, proporciona accés segur als llocs web del govern participants. Originalment incubat com a projecte 18F el 2016, es va desenvolupar en col·laboració amb el Servei Digital dels Estats Units i ara funciona de manera independent dins de TTS.[5]
- Analytics.usa.gov, creat a través d'una col·laboració entre el programa d'anàlisi digital de GSA, basat en dades unificades de Google Analytics per a molts dominis .gov.

### Altres projectes destacats inclouen
- Treballant amb el Servei Digital dels Estats Units per donar suport al projecte del Servei d'Impostos Interns i del Departament del Treasury Direct File, que ofereix a molts contribuents una eina gratuïta en línia pas a pas per presentar impostos a directfile.irs.gov.[6][7]
- Construir weather.gov amb la National Oceanic and Atmospheric Administration per ajudar els membres del públic i els gestors d'emergències a trobar, entendre i actuar sobre la informació i orientació meteorològiques.[8]
- Agilitzar el procés de presentació de queixes per violació dels drets civils de la Divisió de Drets Civils del Departament de Justícia dels EUA .[8]
- Llançament de get.gov amb CISA, que permet que les organitzacions governamentals de tots els nivells dels Estats Units sol·licitin dominis .gov. En total, més d'11.000 organitzacions governamentals utilitzen dominis .gov.[9][10]
- Donar suport a un nou sistema de gestió de casos per al Tribunal Fiscal dels Estats Units que facilita la presentació de peticions en línia per a molts contribuents.[8]
- Creació d'una guia de reducció de riscos per ajudar les agències tant federals com estatals a evitar inconvenients en la realització de projectes tecnològics personalitzats amb èxit.[8][11]
- Construir ClimateCorps.gov per facilitar que qualsevol nord-americà trobi feina per fer front a la crisi climàtica, juntament amb AmeriCorps i USDS.[8]
- Va llançar Notify.gov, un servei de missatgeria de text que ajuda les agències governamentals a comunicar-se amb la gent.[12][13]
- Treballant a COVIDtests.gov, que va permetre als nord-americans demanar proves de COVID gratuïtes al govern.[14]

## Llegat i influència
L'impacte de 18F en la tecnologia governamental s'estén més enllà dels seus projectes directes. El 2024, les seves pràctiques i metodologies havien influït en la creació d'equips de serveis digitals a nombrosos governs estatals i locals, com ara Califòrnia, Colorado, Nova Jersey, Pensilvània, Maryland, l'estat de Nova York i ciutats importants com Nova York, Boston i San Francisco. L'organització ha ajudat a transformar la manera com el govern aborda l'adquisició i el desenvolupament de tecnologia.
Juntament amb el Servei Digital dels Estats Units, 18F ha format part d'un moviment més ampli per modernitzar la tecnologia governamental i millorar l'experiència del públic amb els serveis federals. Els aspectes clau d'aquesta transformació inclouen:
- Promoure el desenvolupament de codi obert al govern
- Presentació de pràctiques de disseny centrades en l'usuari
- Establiment de metodologies de desenvolupament àgil
- Crear models per portar el talent tecnològic al servei del govern

La influència de 18F continua a través de la seva xarxa d'antics alumnes, amb el 85% del personal que sortia el 2023 es va traslladar a altres llocs de tecnologia governamentals, difonent les pràctiques tecnològiques modernes a tot el govern.

## Història
El març de 2014, un grup de Presidential Innovation Fellows va iniciar el 18F per ampliar els seus esforços per millorar i modernitzar la tecnologia governamental.
El Regne Unit havia creat una agència similar l'abril de 2011, Government Digital Service, després dels seus propis problemes informàtics sanitaris, que estalvia uns 20 milions de dòlars anuals respecte als mètodes anteriors. 18F funciona amb un model de recuperació de costos en què les agències clients reemborsen a l'agència digital el seu treball. La creació de 18F va ser anunciada per l'administrador de GSA Dan Tangherlini el 19 de març de 2014 amb la missió de simplificar els serveis digitals del govern. L'agència va començar amb 15 empleats, inclosos 11 antics Presidential Innovation Fellows del sector públic i privat.
Durant la seva primera dècada, 18F ha treballat en diversos centenars de projectes associats, com ara la millora de l'accés als boscos nacionals, la publicació de dades crítiques sobre vies navegables, la millora de l'accessibilitat dels llocs web federals, la racionalització de la navegació de les contribucions a les eleccions federals, la creació de nous sistemes de gestió de casos per a la branca judicial i la simplificació de les sol·licituds de fons de Medicare per als estats. Les principals iniciatives han inclòs analytics.usa.gov, llançat el març de 2015, el sistema de disseny web dels Estats Units que estandarditza el disseny de llocs web federals i cloud.gov que simplifica l'adopció del núvol per a les agències governamentals. Tots els projectes de 18F són de codi obert, el que significa que qualsevol pot revisar i suggerir actualitzacions del codi.

## Trets massius i eliminació
A finals de gener de 2025, membres del Departament d'Eficiència del Govern (DOGE) es van fer càrrec de la GSA, que gestiona els béns immobles i la tecnologia federals. La revista Wired va informar "d'un esforç per utilitzar les credencials de TI de l'oficina executiva del president per accedir als ordinadors portàtils de GSA i a la infraestructura interna de GSA".
En una reunió amb els Serveis de Transformació Tecnològica (TTS) a principis de febrer, Thomas Shedd, el nou director de TTS i associat d'⁣Elon Musk i DOGE, va dir al personal de 18F i TTS que "tots sou un dels grups tecnològics més respectats del govern federal", dient que el personal "són tan clau i crític per a aquesta següent fase" de construcció de programari federal. Però al mateix temps, Musk va tuitar que 18F "s'ha suprimit".
L'1 de març, Shedd va enviar un correu electrònic a tot el personal del 18F, descrivint-los com a "no essencials" i "no crítics", i va eliminar l'oficina "sota la direcció de la Casa Blanca". El correu electrònic amb la notícia indicava que més programes TTS es veuran afectats. Els antics empleats de 18F van dir en un comunicat oficial que els havien bloquejat bruscament els seus ordinadors i correu electrònic a mitjanit ET, sense "cap possibilitat d'ajudar a una transició ordenada en el nostre treball".
Dan Tangherlini, que abans havia supervisat el 18F quan era l'administrador de la GSA, va comentar la decisió, dient: "Eren servidors públics intel·ligents, tècnics, atents, dedicats i patriòtics. El seu acomiadament amb un correu electrònic a la nit demostra que aquesta administració no sap com millorar l'eficiència del govern de manera efectiva, o realment no li importa".